# Gampopa

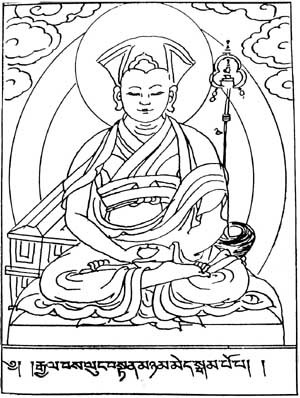
Gampopa

Gampopa Sonam Rinczen (tyb.: སྒམ་པོ་པ་བསོད་ནམས་རིན་ཆེན, Wylie: sgam po pa bsod nams rin chen; ur. 1079, zm. 1153) – mistrz buddyzmu tybetańskiego, uczeń Milarepy.
Milarepa miał dwóch szczególnie uzdolnionych uczniów - lekarza i mnicha Gampopę z Dagpo oraz wędrownego jogina Reczungpę. Gampopa odziedziczył pełny przekaz i stał się dzierżawcą linii kagyu. Przedtem studiował nauki Wielkiej Drogi z tradycji kadampa. Przez lata poszukiwał doświadczonych mistrzów buddyjskich, zwykle jednak sam przerastał ich wiedzą i zrozumieniem. Dopiero gdy spotkał Milarepę, zainspirowany jego osiągnięciami, został jego uczniem i otrzymał nauki Buddyzmu Diamentowej Drogi.
Gampopa zapoczątkował instytucje klasztorów w ramach szkoły kagyu, łącząc tantryczne nauki przekazywane zwykle przez joginów ze "stopniową drogą" nauczaną przez mnichów. Przyciągnął wielu uczniów, spośród których czterech było prekursorami tzw. czterech większych szkół kagyu. Są to:
- Karma Kagyu - którą założył I Karmapa Dysum Czienpa (1110–1193)
- Pagdru Kagyu - którą założył Pagmodrupa (1110–1170)
- Babrom Kagyu - którą założył Babrom Dharma Wangchuk
- Tsalpa Kagyu - którą założył Shang Tsalpa Tsondru Drag

Obecnie, spośród nich tylko karma kagyu pozostaje wciąż żywa.
Od ucznia Gampopy - Pagmodrupy wywodzi się osiem mniejszych szkół kagyu, spośród których jako niezależne linie istnieją wciąż taglung, drikung oraz drukpa kagyu, która jest szeroko praktykowana w Bhutanie.
[W Polsce ukazał się jego "Drogocenny Różaniec Najwyborniejszej Drogi", tł. Ireneusz Kania, Wydawnictwo Thesaurus, Łódź-Wrocław, 2007].